# Yosuke Watanuki
Yosuke Watanuki (綿貫 陽介, Watanuki Yōsuke, né le 12 avril 1998) est un joueur de tennis japonais.
Il est membre de l'équipe du Japon de Coupe Davis avec un bilan de 5 victoires pour 5 défaites.

## Carrière

### 2018-2019: débuts à l'ATP et à l'ATP 500 et première victoire, titre de premier Challenger
Il a fait ses débuts sur le circuit ATP à Washington en 2018.
La première victoire de Watanuki sur le circuit ATP a lieu quelques mois plus tard à Tokyo contre Robin Haase.
Il a remporté son premier titre Challenger à Kobe en 2019 .

### 2023-2024: débuts en Grand Chelem, top 75
En janvier, Watanuki fait ses débuts en Grand Chelem en se qualifiant pour l'Open d'Australie 2023,. Il bat Arthur Rinderknech au premier tour en trois sets pour sa première victoire en Grand Chelem (6-3 6-3 6-2); avant de perdre contre Sebastian Korda (2-6 5-7 4-6).
Watanuki se qualifie ensuite pour son premier Masters 1000 à Miami. Il remporte son premier match contre Benoît Paire (6-4 7-5) avant de s'incliner contre Frances Tiafoe, non sans réussir a lui prendre un set au pasage. En conséquence, il atteint un nouveau classement record en carrière, le 107e rang, le 3 avril 2023. Il se qualifie à Madrid, où il passe à nouveau un tour en battant Corentin Moutet, s'inclinant cette fois-ci contre Cameron Norrie.
Il rentre dans le tableau principal à Wimbledon en tant que lucky loser et gagne son premier tour contre Marc-Andrea Huesler dans un match en cinq sets, qui lui permet d'atteindre, deux semaines plus tard, le top 100 pour la première fois en atteignant le 99e rang mondial le 31 juillet 2023.
A Shanghai, il bat Juncheng Shang pour atteindre le deuxième tour pour la troisième fois en Masters 1000 de la saison. Il se hisse ainsi dans le top 75 du classement le 16 octobre 2024. Il termine la saison 2023 classé dans le top 100 au 99e rang mondial.

### 2024: Saison mitigée
Après une saison 2024 en dessous des attentes.
, il arrive à se qualifier dans le tableau principal de Shanghai. Il élimine Pavel Kotov pour sa première victoire sur le circuit ATP en un an(6-7 6-4 7-5), puis la 32e tête de série; Brandon Nakashima (7-6 6-3) et atteindre le troisième tour où il perd contre Taylor Fritz, (6-3 6-4).
Il se rend ensuite sur le circuit secondaire à Matsuyama où il arrive en demie finale, et à Kobe où il arrive en quarts de finale. Malgré ces derniers parcours significatifs; il chute dans le classement mondial au delà de la 300e place mondiale.

### 2025: Huitièmes de finale à Indian Wells
Il passe un début d'année compliqué, mais; arrive Indian Wells, classé 349e mondial, il se présente aux phases qualificatives. Il élimine le 70e mondial Mattia Bellucci, puis Rudy Quan. Accédant au tableau principal; il élimine Alexander Bublik (6-3, 3-6, 6-3). Il profite de l'abandon de Tomáš Macháč. Par la suite, il élimine à la surprise générale Frances Tiafoe en deux sets (6-4 7-6). Tallon Griekspoor l'élimine en deux sets (7-6 6-1) en huitième de finale.
Après quelques défaites prématurées, il atteint les demies finales à  Gwangju sur le circuit secondaire.

## Vie personnelle
Watanuki a deux frères, Yusuke et Keisuke, qui sont également tous deux joueurs de tennis professionnels.

## Palmarès

### Jeux Asiatiques

#### Simples: 1 (1 médaille d'argent)
| Résultat | Année | Tournoi         | Surface | Adversaire    | Score     |
| -------- | ----- | --------------- | ------- | ------------- | --------- |
| Argent   | 2022  | Jeux Asiatiques | Dur     | Zhang Zhizhen | 4–6, 67–7 |

## Parcours dans lesMasters 1000
| Année | Indian Wells                | Miami             | Monte-Carlo | Madrid            | Rome | Canada            | Cincinnati | Shanghai         | Paris |
| ----- | --------------------------- | ----------------- | ----------- | ----------------- | ---- | ----------------- | ---------- | ---------------- | ----- |
| 2023  | —                           | 2e tour F. Tiafoe | —           | 2e tour C. Norrie | —    | —                 | —          | 2e tour T. Fritz | —     |
| 2024  | —                           | —                 | —           | —                 | —    | —                 | —          | 3e tour T. Fritz | —     |
| 2025  | 1/8 de finale T. Griekspoor | —                 | —           | —                 | —    | 2e tour F. Tiafoe |            |                  |       |

N.B. : sous le résultat se trouve le nom de l’ultime adversaire.